# からす座アルファ星
からす座α星 (からすざアルファせい、α Crv / α Corvi) は、からす座の方角にある恒星である。α星ではあるが、からす座の恒星の中で5番目の明るさである。分光連星を形成していると考えられているが、まだ確認されていない。

## 名称
固有名のアルキバ（Alchiba）は、アラビア語で「テント」を意味する言葉に由来する。2016年9月12日に国際天文学連合の恒星の命名に関するワーキンググループ (Working Group on Star Names, WGSN) は Alchiba を固有名として正式に承認した。
中国では右轄として知られる。